# Discografia di Miki Núñez
La discografia di Miki Núñez, cantante spagnolo, è costituita da tre album in studio e ventinove singoli, pubblicati tra il 2018 e il 2023.

## Album

### Album in studio
| Anno | Titolo | Classifiche |
| Anno | Titolo | SPA         |
| ---- | --- | ----------- |
| 2019 | Amuza - Pubblicato: 13 settembre 2019 - Etichetta: Universal Music - Formati: CD, download digitale, streaming      | 1           |
| 2020 | Iceberg - Pubblicato: 19 novembre 2020 - Etichetta: Universal Music - Formati: CD, LP, download digitale, streaming | 4           |
| 2023 | 121 - Pubblicato: 9 giugno 2023 - Etichetta: Universal Music - Formati: LP, download digitale, streaming            | 20          |

## Singoli

### Come artista principale
| Anno                                                                          | Titolo | Classifiche | Certificazioni | Album di provenienza                |
| Anno                                                                          | Titolo | SPA         | Certificazioni | Album di provenienza                |
| ----------------------------------------------------------------------------- | --- | ----------- | -------------- | ----------------------------------- |
| 2018                                                                          | Alma mía (feat. Alba Reche) | —           |                | OT Gala 2 (Operación Triunfo 2018)  |
| 2018                                                                          | Friday I'm in Love (feat. Joan Garrido) | —           |                | OT Gala 3 (Operación Triunfo 2018)  |
| 2018                                                                          | Quédate en Madrid (feat. María Villar) | —           |                | OT Gala 4 (Operación Triunfo 2018)  |
| 2018                                                                          | El patio | —           |                | OT Gala 5 (Operación Triunfo 2018)  |
| 2018                                                                          | Can We Dance | —           |                | OT Gala 8 (Operación Triunfo 2018)  |
| 2018                                                                          | Una lluna a l'aigua | 88          |                | OT Gala 9 (Operación Triunfo 2018)  |
| 2018                                                                          | Promesas que no valen nada | —           |                | OT Gala 10 (Operación Triunfo 2018) |
| 2018                                                                          | Hijos de la tierra | —           |                | OT Gala 11 (Operación Triunfo 2018) |
| 2018                                                                          | Some Nights | —           |                | OT Gala 13 (Operación Triunfo 2018) |
| 2019                                                                          | Nadie se salva (feat. Natalia Lacunza) | 41          |                | OT Gala Eurovisión RTVE             |
| 2019                                                                          | La venda | 13          | - SPA: Platino | Amuza                               |
| 2019                                                                          | Celébrate | 62          | - SPA: Platino | Amuza                               |
| 2019                                                                          | Celebrem | —           |                | /                                   |
| 2019                                                                          | Escriurem (feat. Izaro) | —           |                | /                                   |
| 2020                                                                          | Escriurem #joemcorono (feat. Natalia Lacunza, Els Amics de les arts, Alba Reche, Doctor Prats, Judit Neddermann, La Pegatina, Suu, Blaumut, Sey Sisters, Buhos, Sara Roy, Lildami, Bely Basarte, Cesk Freixas, Maren) | —           |                | /                                   |
| 2020                                                                          | Me vale | 95          | - SPA: Platino | Iceberg                             |
| 2020                                                                          | Un estiu que no s'acaba | —           |                | /                                   |
| 2020                                                                          | Eterno verano | —           |                | /                                   |
| 2020                                                                          | Viento y vida (feat. Despistaos) | —           |                | Iceberg                             |
| 2022                                                                          | 10 minutos | —           |                | 121                                 |
| 2022                                                                          | Llums de mitjanit (feat. Mariona Escoda) | —           |                | 121                                 |
| 2022                                                                          | Dime que no duele | —           |                | 121                                 |
| 2022                                                                          | Electricitat (feat. Alfred García) | —           |                | 121                                 |
| 2023                                                                          | La mitad (feat. Paula Koops) | —           |                | 121                                 |
| 2023                                                                          | Entre un millón | —           |                | 121                                 |
| 2023                                                                          | Ara | —           |                | /                                   |
| 2023                                                                          | Ahora | —           |                | /                                   |
| 2023                                                                          | Suerte (feat. Carlos Sadness) | —           |                | 121                                 |
| 2023                                                                          | Gelat | —           |                | /                                   |
| 2024                                                                          | Dins del meu cap | —           |                | /                                   |
| 2024                                                                          | Tiraria enrere | —           |                | /                                   |
| "—" indica una pubblicazione non classificata o non pubblicata in quel Paese. | |             |                |                                     |

### Come artista ospite
| Anno                                                                          | Titolo                                                            | Classifiche | Album di provenienza                |
| Anno                                                                          | Titolo                                                            | SPA         | Album di provenienza                |
| ----------------------------------------------------------------------------- | ----------------------------------------------------------------- | ----------- | ----------------------------------- |
| 2018                                                                          | El ataque de las chicas cocodrilo (Carlos Right feat. Miki Núñez) | 58          | OT Gala 1 (Operación Triunfo 2018)  |
| 2018                                                                          | Shallow (Natalia Lacunza feat. Miki Núñez)                        | —           | OT Gala 6 (Operación Triunfo 2018)  |
| 2018                                                                          | No olvidarme de olvidar (Sabela feat. Miki Núñez)                 | —           | OT Gala 7 (Operación Triunfo 2018)  |
| 2018                                                                          | Calypso (Famous Oberogo feat. Miki Núñez e Sabela)                | —           | OT Gala 12 (Operación Triunfo 2018) |
| 2019                                                                          | La sortida (Sense sal feat. Miki Núñez)                           | —           | /                                   |
| 2020                                                                          | El dia de la victòria (Buhos feat. Miki Núñez, Suu e Lildami)     | —           | El dia de la victòria               |
| 2021                                                                          | ¿Qué tal? (Manel Navarro feat. Miki Núñez)                        | —           | Cicatriz                            |
| 2022                                                                          | Barcelona (Marmi feat. Miki Núñez)                                | —           | Plan Z                              |
| "—" indica una pubblicazione non classificata o non pubblicata in quel Paese. |                                                                   |             |                                     |

## Collaborazioni
- 2021 – Sara Roy feat. Miki Núñez – Tot és més fàcil (da (A)mar)
- 2021 – Bely Basarte feat. Miki Núñez – Lo mejor (da Psicotropical)
- 2021 – Txarango feat. Miki Núñez e Dave – El tren del temps (da El gran ball)

## Video musicali
| Anno | Titolo                | Regista |
| ---- | --------------------- | ------- |
| 2019 | La Venda              |         |
| 2019 | Celébrate             |         |
| 2019 | Coral del arrecife    |         |
| 2020 | Escriurem             |         |
| 2020 | Escriurem #joemcorono |         |
| 2020 | Me vale               |         |
| 2020 | Viento y vida         |         |
| 2021 | No m'ho esperava      |         |
| 2021 | Sin noticias de Gurb  |         |
| 2022 | 10 minutos            |         |
| 2022 | Dime que no duele     |         |
| 2022 | Electricitat          |         |
| 2023 | La mitad              |         |
| 2023 | Entre un millón       |         |
| 2023 | Más de la cuenta      |         |
| 2023 | Gelat                 |         |